# Arroyo Culebro
El arroyo Culebro o arroyo de la Recomba, como es a menudo conocido en su curso alto, es una corriente natural e intermitente de agua de unos 28 km de longitud. Su recorrido transcurre a unos 12 km al sur de Madrid (España) describiendo una U en dirección sur-este-norte para desembocar en el río Manzanares. Su caudal varía dependiendo de la estación, alcanzando su máximo en primavera y su práctica desaparición en verano excepto en algunos tramos donde el agua queda encharcada. Su trayecto se sitúa entre las alturas de 675 m en su nacimiento y 540 m en su desembocadura.

## Características

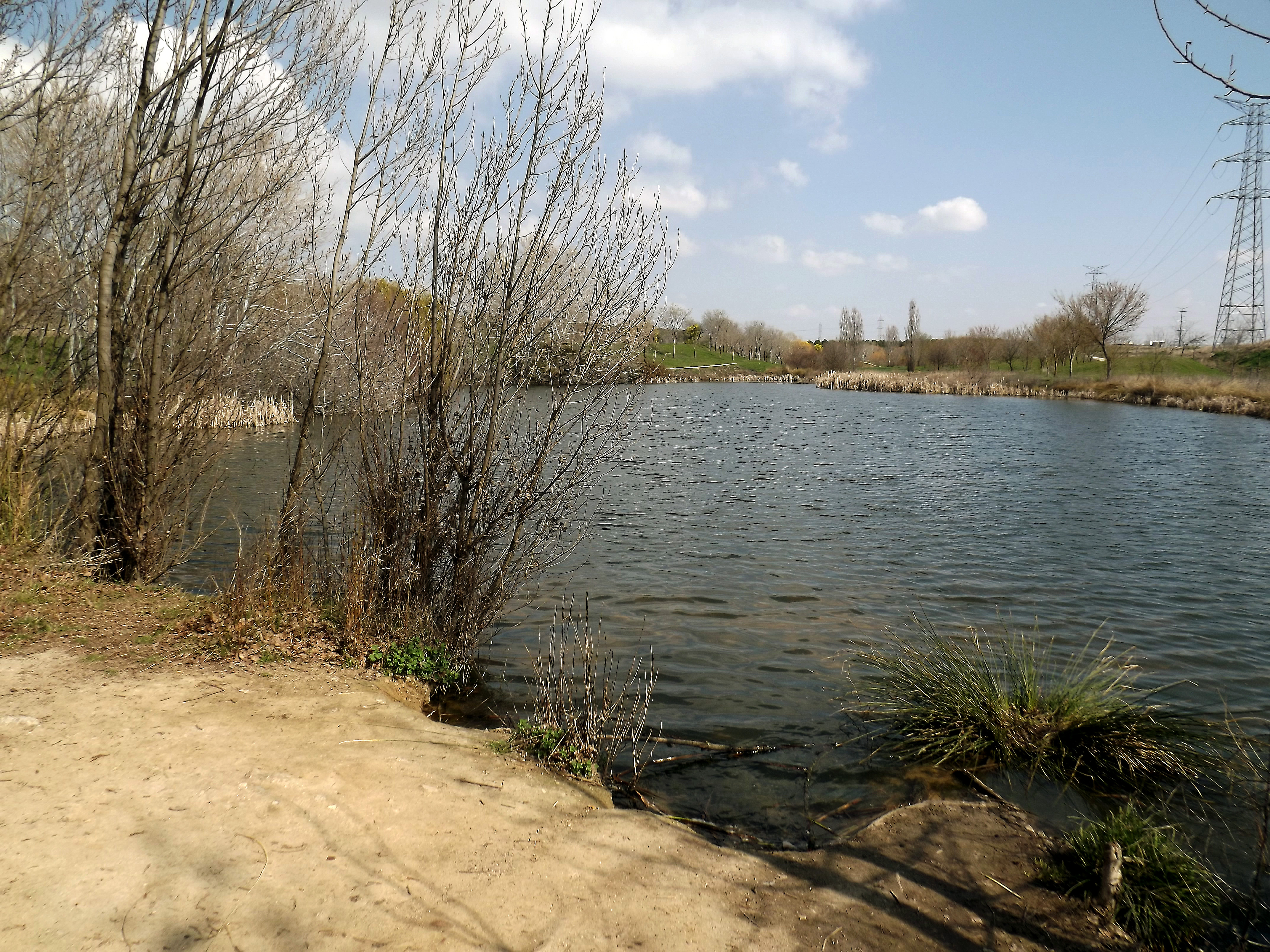
La laguna de la Recomba, que toma el nombre que se da al primer tramo del Culebro

El arroyo Culebro nace en la laguna de Mari Pascuala, que recibe aportaciones de un acuífero, en el parque Polvoranca, dentro del término municipal de Leganés (Madrid), a unos 12 km al suroeste de Madrid. Posteriormente, continúa por la urbanización Arroyo Culebro de Leganés, donde se ha construido un parque lineal a lo largo de su curso, para terminar desembocando en un estanque artificial. Tras cruzar la carretera M-409, se interna en Bosquesur, donde recibe por su derecha las aguas del barranco del Canto Echado.
Su curso continúa en dirección sureste pasando por el nordeste del término municipal de Fuenlabrada donde recibe el aporte del humedal denominado barranco de la Raya de Leganés por su izquierda, que suele verter agua durante todo el año. Asimismo, también recibe el aporte del arroyo de Tajapiés  por su derecha , el cual ha recibido todo el sistema de pequeños arroyos del sur de Fuenlabrada: arroyo de Valdeserranos, barranco de Loranca, barranco de Granados o arroyo de Valdehondillo. En el este de Fuenlabrada el arroyo Culebro discurre por el paraje conocido como la Vega, donde existían numerosas huertas hasta los años 70.
Continuando su curso hacia el este, hace de límite entre los términos municipales de Getafe (al norte) y de Pinto (al sur). En el tramo final, el arroyo Culebro gira al noreste adentrándose completamente en el término municipal de Getafe para acabar desembocando en el río Manzanares, a unos 13 km al sureste de Madrid.
Este arroyo abastece el riego de los parques y jardines de los municipios por los que atraviesa y linda. También da nombre a una zona residencial de Getafe y Leganés y a un área tecnológica de Getafe y Pinto. Parte de su ribera está poblada de cañas y árboles de hoja caduca. Sus principales valores ecológicos se sitúan en su primer tramo dentro del parque de Polvoranca, a lo largo de su ribera donde forma lagunas como la laguna de la Recomba, y en la raya de Leganés en Fuenlabrada.

## Galería de imágenes

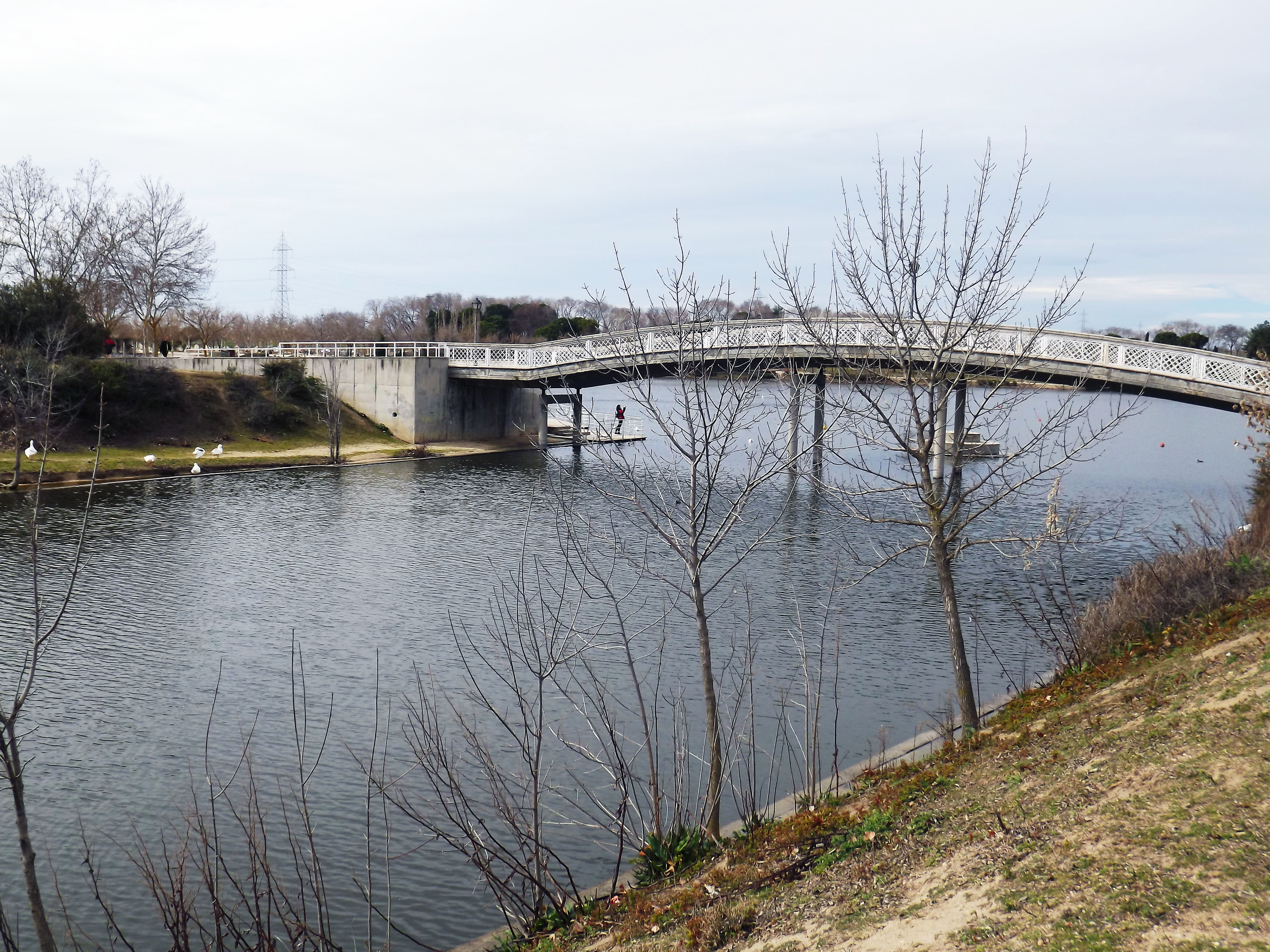
El arroyo Culebro en su nacimiento en la laguna de Mari Pascuala, parque de Polvoranca
El arroyo Culebro en Polvoranca
El curso del arroyo Culebro (el hondo, de izquierda a derecha) a su paso por Fuenlabrada. Hacia la derecha, donde se encuentran los árboles con hojas amarillas en la base del cerro, se puede apreciar la raya de Leganés
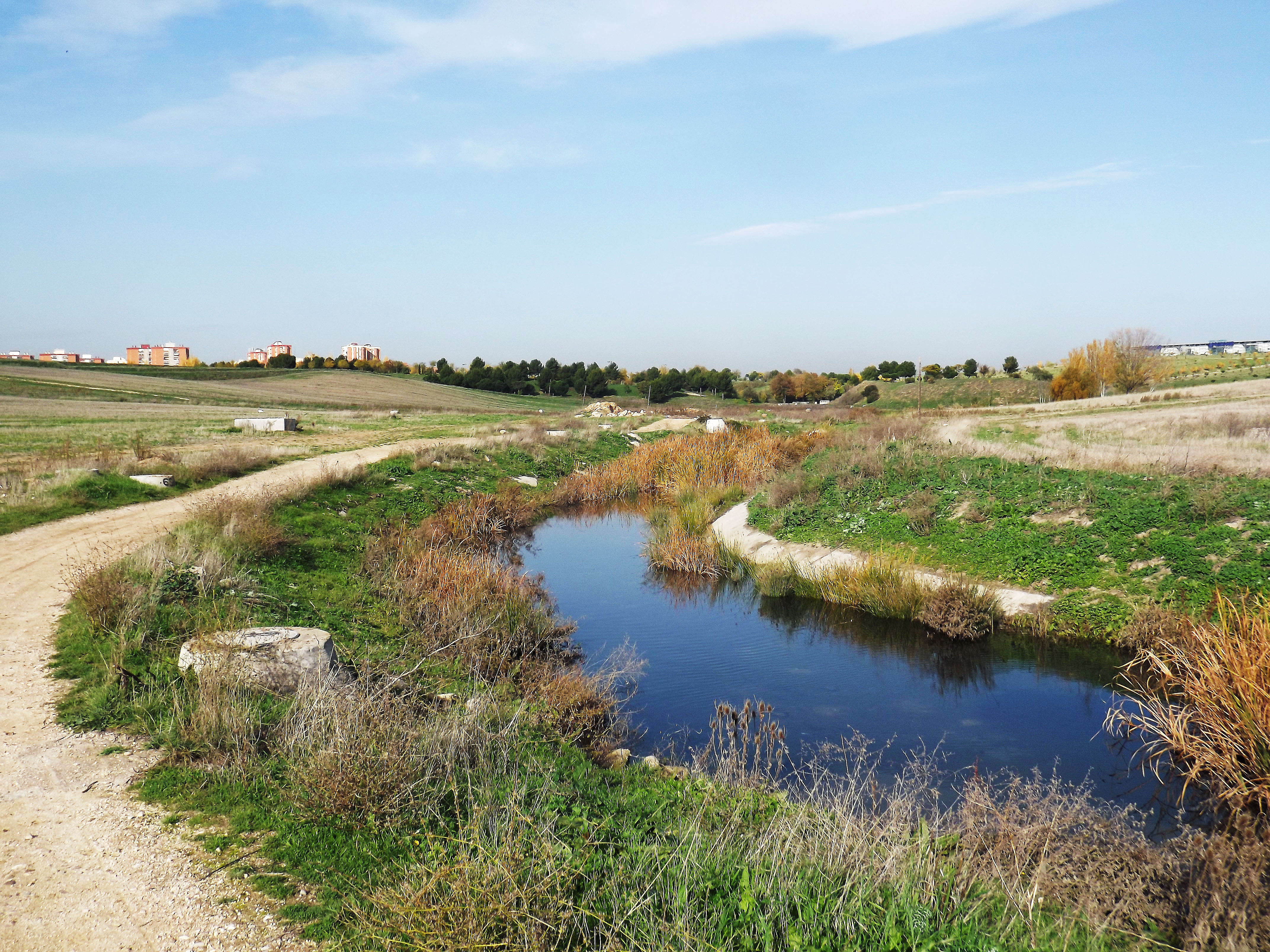
El arroyo Culebro a su paso por Fuenlabrada